# Нарасимхатапани-упанишада

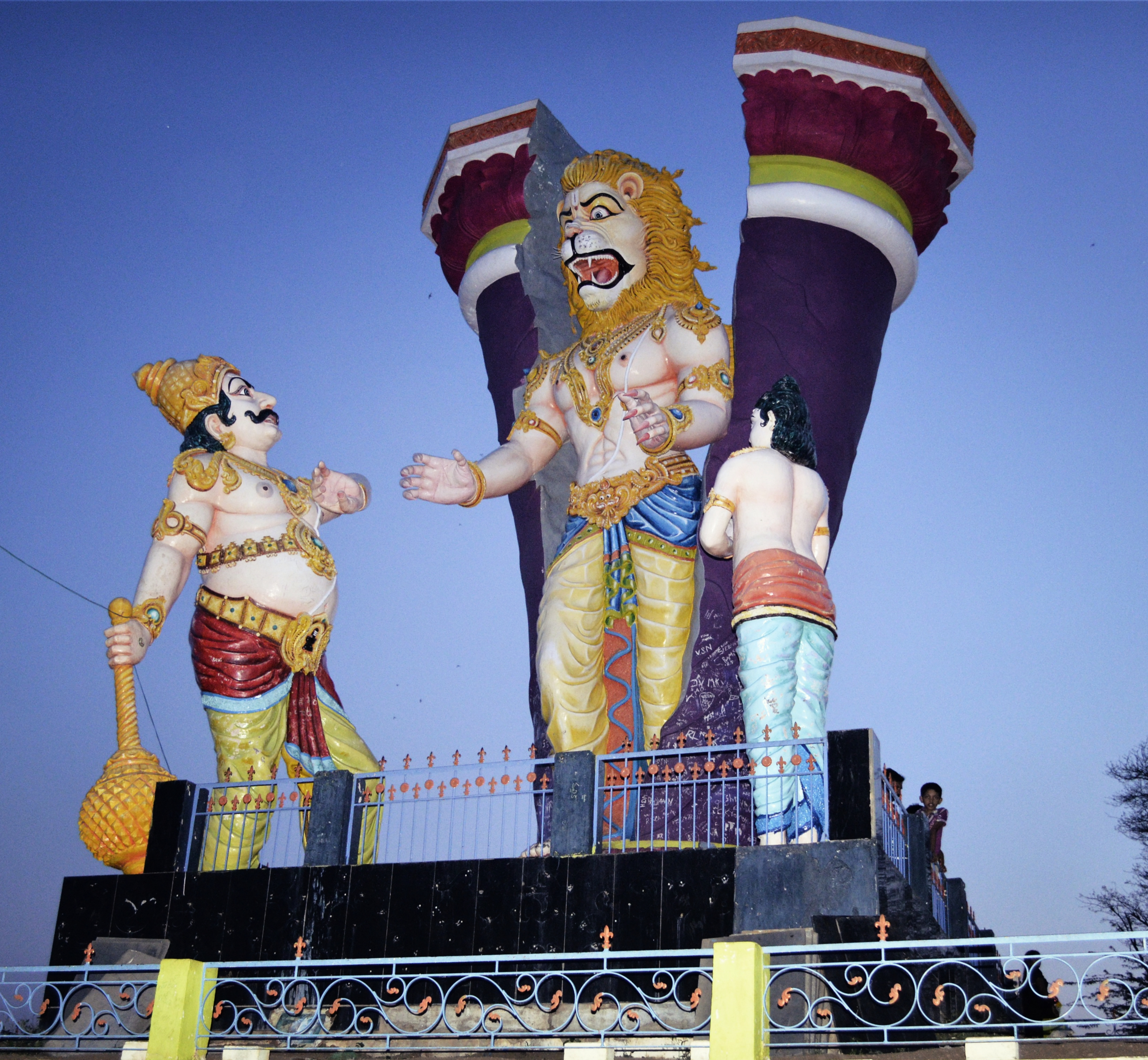
Скульптурная композиция: Нарасимха, возникающий из колонны, потрясённый Хираньякашипу и бхакта Прахлада. Храм в Пенна Ахобилам, Ураваконда (Анантапур, Индия)

«Нарасимхатапани-упанишада» (Нарасимха-тапани упанишада, Нрисимхатапанопанишад, Нрисимхатапани-упанишада, Nrisimha Tapaniya Upanishad, санкср. नृसिंहोत्तरतापनीयोपनिषत्) — второстепенный текст упанишад на санскрите, одна из 31 упанишад, входящая в состав «Атхарваведы» и являющаяся вайшнавской. Упанишада посвящена одному из земных воплощений Вишну в образе Нарасимхи, человека-льва, появившегося для спасения Прахлада от своего демонического отца Хираньякашипу и освобождения от него мира. «Нарасимхатапани-упанишада» состоит из двух самостоятельных частей:
- пурва-тапания-упанишада (Purva Tapaniya Upanishad);
- уттара-тапания-упанишада (Uttara Tapaniya Upanishad).

Текст является основополагающим для традиции (секты) нарасимха-вайшнавов и датируется до VII века. Комментарий к этому тексту — с прославлением Вишну в его второй аватаре — был составлен мыслителем Гаудападой.

## Содержание упанишады
Нарасимхатапани-упанишада провозглашает тождественность четырёх категорий: Атман, то есть человеческая душа; «ОМ», или Брахман (Высшая реальность); Вишну; его аватара Нарасимха. Упанишада начинается со стихов Ригведы. В её основе лежит философия монизма, аналогичные сентенции можно встретить в других вайшнавских упанишадах, в частности, посвящённых аватару Раме. Человеческая душа описана как вечно бдительный лев, свободный от всех привязанностей и заблуждений.
Часть упанишады посвящена описанию поклонения оружию Вишну — Сударшане-чакре. Поклонение Сударшане, которая одновременно выступает оружием Нарасимхи, способно исполнить желания человека и открывает путь к освобождению души (мокше). В центре Сударшаны находится мантра в честь Нарасимхи. Её ежедневное повторение позволяет преодолеть «огонь, ветер, Солнце, Луну, дэвов, растения и яд». Таким образом, упанишада связывает воедино Нарасимху и его всемогущее оружие.
Несмотря на вайшнавский характер Нарасимхатапани-упанишада, в ней прослеживаются влияние шиваизма. Примечательно, что упанишада начинается со ссылки на автора адвайта-веданты и шайву Шанкару, а не на Нараду, Рамануджу или других ключевых персонажей вайшнавизма. «У него очень ужасный и страшный взгляд, однако он — „Шанкара“, несущий добро людям», — провозглашает упанишада в первом тексте. Кроме того, Нарасимхатапани-упанишада описывает Нарасимху как «Нила Лохита» (Neela Lohita), то есть с синей шеей — эпитет, обычно описывающий Шиву. Нарасимха также упоминается как Ума-пати (Umapathi), то есть супруг Умы (Рудра или Шива), и Пашупати (владыка скота, эпитет Рудры или Шивы). Последний текст упанишады посвящён беседе между Праджапати и дэвами о звуке «ОМ».

## Мантра, посвящённая Нарасимхе
Упанишада содержит мантру, посвящённую Нарасимхе, получившую название «Нарасимха-мантра» (Nrisimha Mantra), а также ещё четыре дополнительные мантры (Пранава, то есть «ОМ», Савитри-мантра, Яджур-Лакшми-мантра и Нарасимха-гаятри). Нарасимха-мантра именуется «мантра-раджей» (царём гимнов). Текст изобилует обсуждением Нарасимха-мантры и связанных с ней гимнов. Упанишада провозглашает, что каждый, кто боится смерти, грехов и семейной жизни, должен повторять Нарасимху-мантру.
Нарасимха представлен не просто как гневное карающее божество, но как божество духовного знания и владыка Брахмы, Бог всех существ и Господь всех Вед. Упанишада описывает его качествами, перечисляемыми в мантре: угра (свирепый), вира (героический), Махавишну (великий Вишну), джвалантам (обжигающий), Нарасимха (наполовину человек и наполовину лев), Тривикрама (Вамана, покрывший все миры тремя шагами), бхишанам (вызывающий страх), бхадрам (безопасный для своих преданных) и мрутью-мрутьюм (смерть и бессмертие).
| Наименование и посвящение                                                                                     | Содержание                                                                                                |
| --- | --- |
| Нарасимха-маха-мантра (Narasimha Maha Mantra), «великая» мантра, перечисляющая божественные аспекты Нарасимхи | Ugram viram maha-vishnum jvalantam sarvato mukham nrisimham bhishanam bhadram mrityur mrityum namamy aham |
| Пранава (Pranavam), первоначальный священный звук                                                             | ОМ |
| Савитри-мантра (Savithri Mantra) из Яджур-веды, посвящённая богу солнца Сурье                                 | Oṃ bhur bhuvaḥ svaḥ tat savitur vareṇyaṃ Bhargo devasya dhimahi Dhiyo yo naḥ pracodayat                   |
| Яджур-Лакшми-мантра (Yajur Lakshmi Mantra) в честь супруги Вишну Лакшми                                       | Om Bhoor Lakshmi Bhuvar Lakshmi Suva Kala Karni Thanno Lakshmi Prachodayath                               |
| Нарасимха-гаятри (Narasimha Gayathri), «солнечная» мантра в честь Нарасимхи                                   | Om Nrusimhaya Vidhmahe Vajra Nakhaya Deemahi Thannah Simha Prachodayath                                   |